# ورانوف (ناحیه تاخوف)
ورانوف (به چکی: Vranov) یک منطقهٔ مسکونی در جمهوری چک است که در ناحیه تاخوو واقع شده‌است. ورانوف ۴٫۸۳ کیلومتر مربع مساحت و ۱۵۲ نفر جمعیت دارد و ۳۹۲ متر بالاتر از سطح دریا واقع شده‌است.